# Precious (singel Depeche Mode)
Precious – singel grupy Depeche Mode, promujący album Playing the Angel.

## Wydany w krajach
- Unia Europejska (12", CD, DVD)
- Wielka Brytania (12", CD, CD-R)

## Informacje
- Nagrano w
- Produkcja
- Teksty i muzyka Martin L. Gore

## WydaniaMute
- P12 BONG 35 wydany 3 października 2005

- P12 BONG 35 wydany 3 października 2005

- PL12 BONG 35 wydany 3 października 2005

- PL12 BONG 35 wydany 3 października 2005

- CD BONG 35 wydany 3 października 2005
  1. Precious
  2. Precious (Sasha's Spooky Mix (Single Edit))

- RCD BONG 35 wydany 19 sierpnia 2005

- PCD BONG 35 wydany 22 sierpnia 2005

- LCD BONG 35 wydany 3 października 2005
  1. Precious (Sasha's Gargantuan Vocal Mix – Edit)
  2. Precious (Misc. Full Vocal Mix)
  3. Free

- BONG 35 wydany 3 października 2005

- DVD BONG 35 wydany 3 października 2005
  1. Precious (Video)
  2. Precious (Motor Remix)
  3. Precious (Michael Mayer Ambient Mix)